# الکساندر پانتیچ (بازیکن فوتبال)
الکساندر پانتیچ (انگلیسی: Aleksandar Pantić؛ زادهٔ ۱۱ آوریل ۱۹۹۲) بازیکن فوتبال اهل صربستان و مونته‌نگرو است که در پست مدافع میانی بازی می‌کند.
وی همچنین در تیم‌های ملی فوتبال زیر ۱۹ سال صربستان و زیر ۲۱ سال صربستان بازی کرده‌است.